# Хјумансвил (Мисури)
Хјумансвил (енгл. Humansville) град је у америчкој савезној држави Мисури.

## Демографија
По попису из 2010. године број становника је 1.048, што је 102 (10,8%) становника више него 2000. године.
| Група             | 2000.       | 2010.       |
| Белци             | 925 (97,8%) | 982 (93,7%) |
| Афроамериканци    | 4 (0,4%)    | 1 (0,1%)    |
| Азијати           | 2 (0,2%)    | 1 (0,1%)    |
| Хиспаноамериканци | 6 (0,6%)    | 40 (3,8%)   |
| Укупно            | 946         | 1.048       |